# Vlajka Kirovské oblasti

Vlajka Kirovské oblasti
Poměr stran: 2:3

Vlajka Kirovské oblasti, jedné z oblastí Ruské federace, je tvořena listem o poměru stran 2:3 se třemi vodorovnými pruhy – bílým, zeleným a modrým o poměru šířek 6:1:1. Uprostřed bílého pruhu je umístěn (ve vzdálenosti 1/8 šířky vlajky) červeně lemovaný štít znaku oblasti.
Bílá barva symbolizuje čistotu mravních postojů, dobro, skromnost a na sníh bohaté zimy. Zelená symbolizuje naději, radost, zdraví, úrodnost půdy a lesní bohatství. Modrá pak věrnost, čestnost, bezúhonost a řeku Vjatku.

## Historie
Kirovská oblast vznikla 5. prosince 1936. V sovětské éře oblast neužívala žádnou vlajku. 26. června 2003 byl Zákonodárným shromážděním schválen zákon č.173-ZO O vlajce Kirovské oblasti. Autory vlajky byli výtvarníci Alexandr Ivanovič Veprikov a Sergej Jurjevič Gorbačov.

## Vlajky okruhů a rajónů Kirovské oblasti

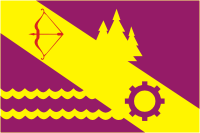
Vjatskije Poljany (34) Poměr stran: 2:3
Kirov (35) Poměr stran: 2:3
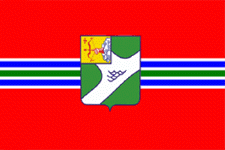
Kirovo-Čepeck (36) Poměr stran: 2:3
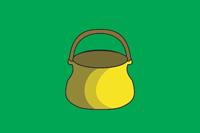
Kotělnič (37) Poměr stran: 2:3
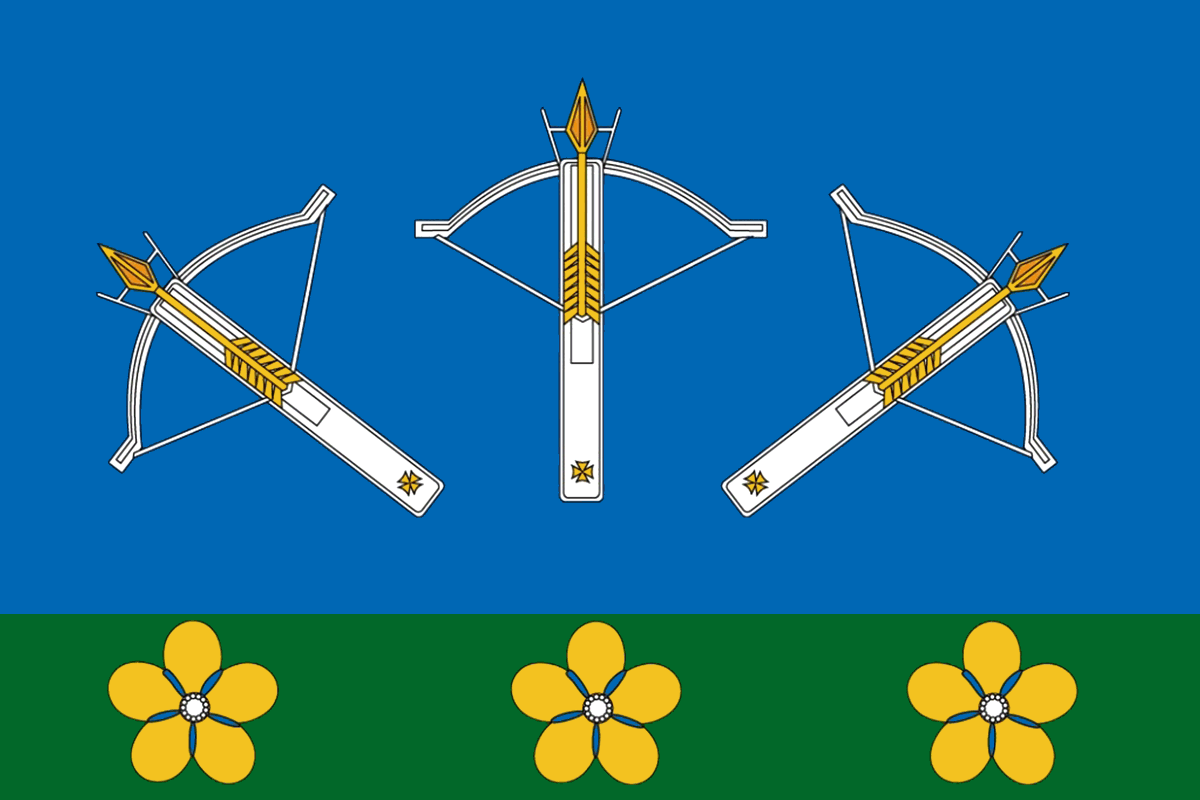
Uzavřené město Pěrvomajskij (38) Poměr stran: 2:3
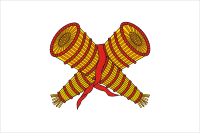
Slobodskoj (39) Poměr stran: 2:3

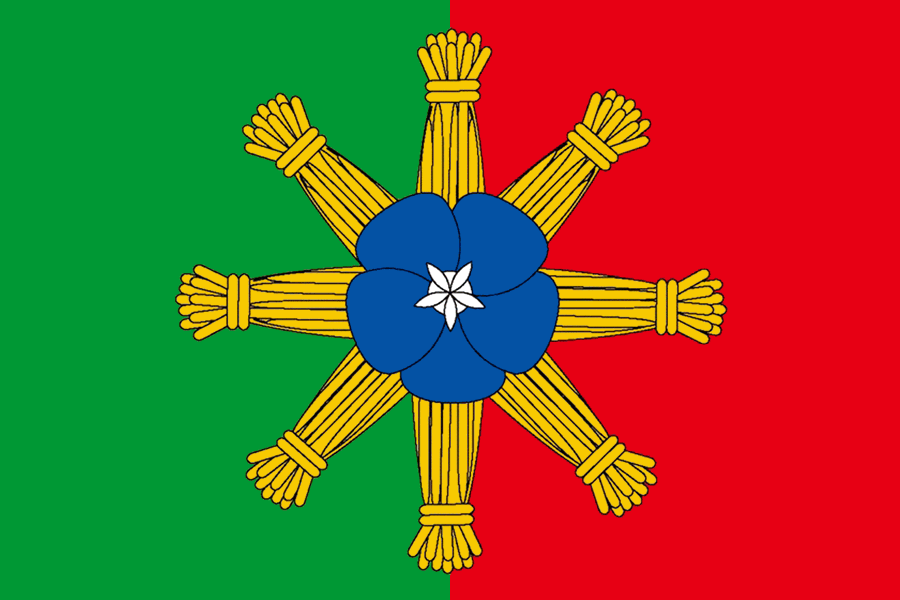
Arbažský rajón (40) Poměr stran: 2:3
Bogorodský rajón (41) Poměr stran: 2:3
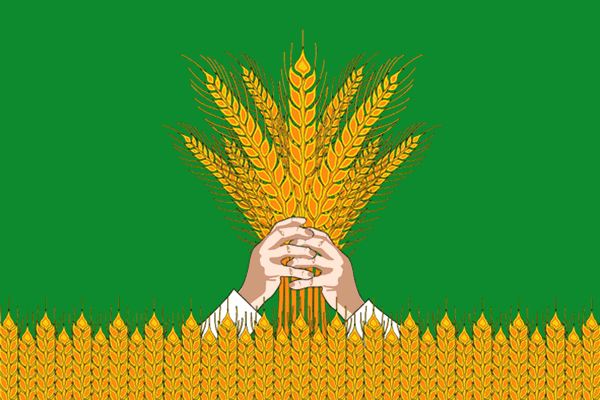
Kiknurský rajón (42) Poměr stran: 2:3
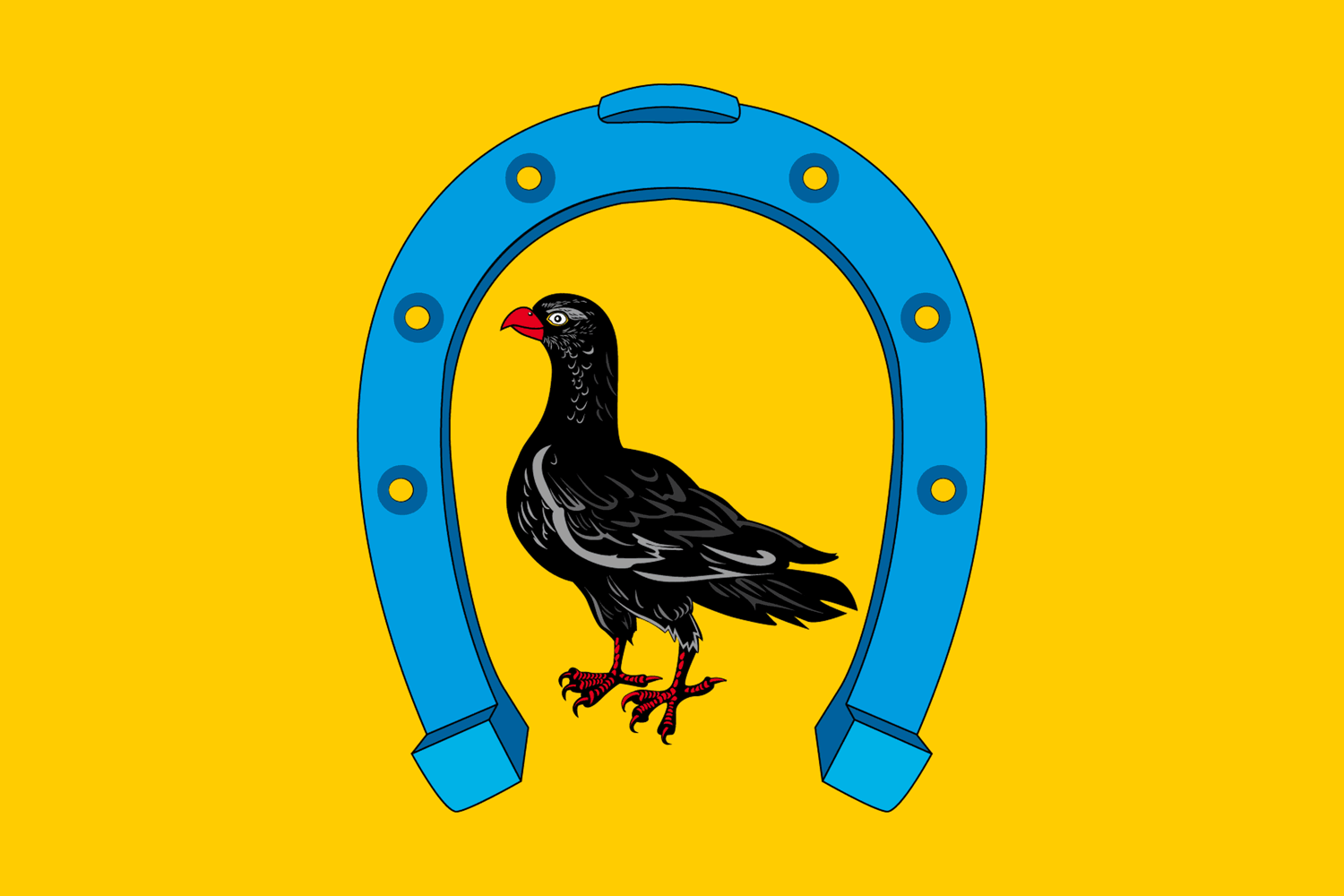
Sančurský rajón (43) Poměr stran: 2:3
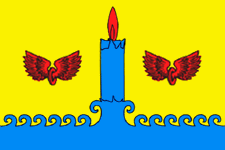
Svečinský rajón (44) Poměr stran: 2:3
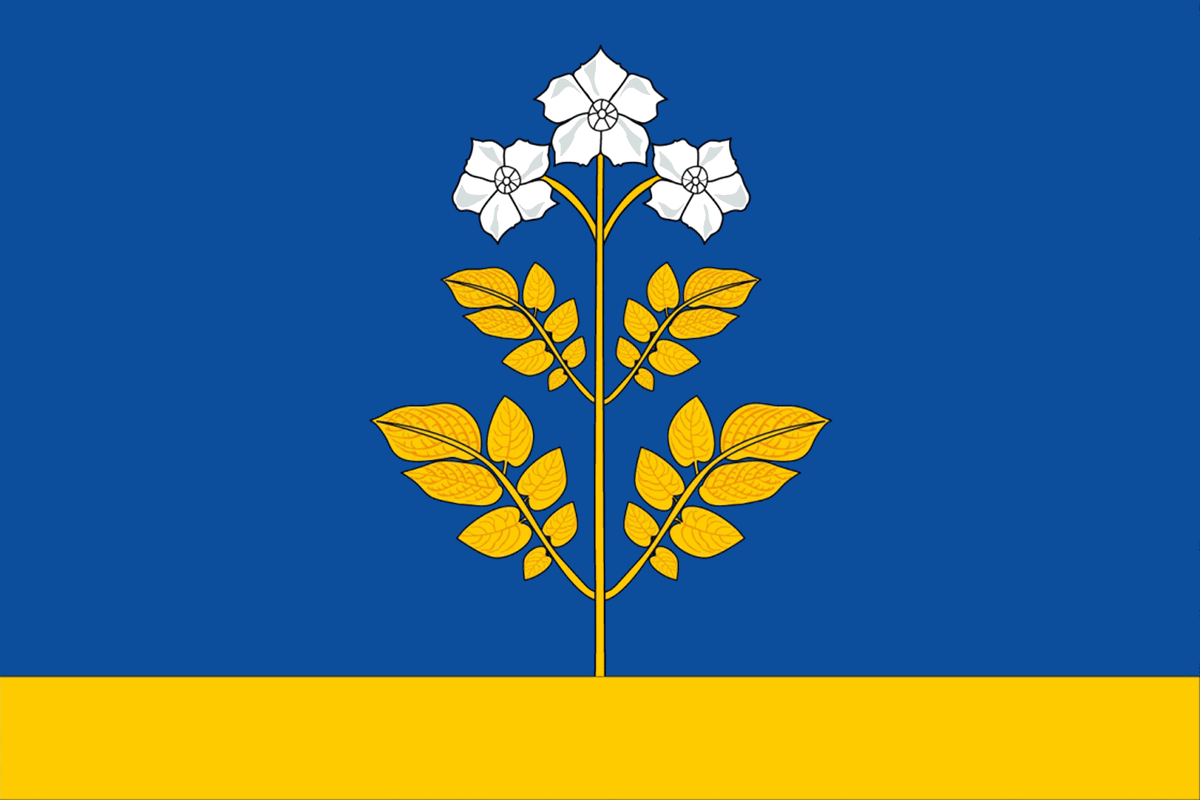
Faljonský rajón (45) Poměr stran: 2:3

Kirovská oblast se od 1. ledna 2017 člení na 37 rajónů a 8 městských okruhů.
Obecní rajóny

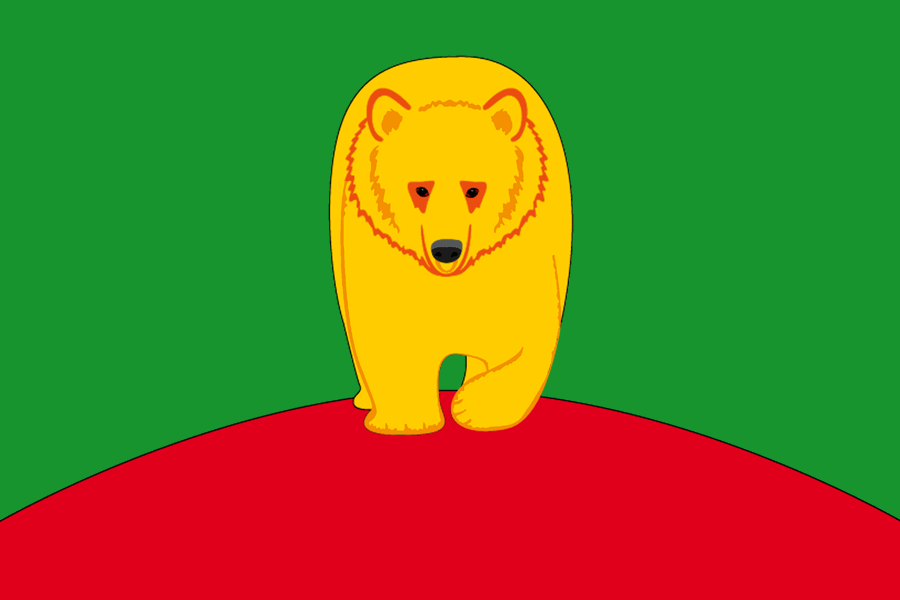
Afanasjevský rajón (1) Poměr stran: 2:3
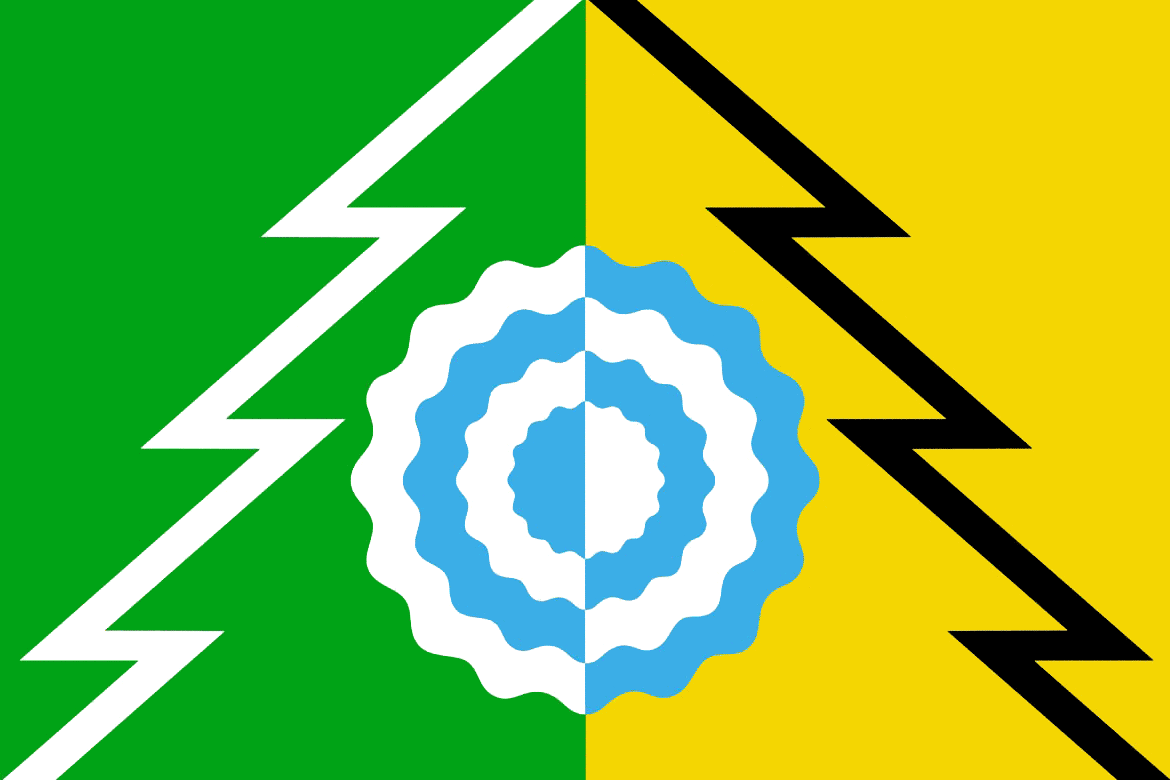
Bělocholunický rajón (2) Poměr stran: 2:3
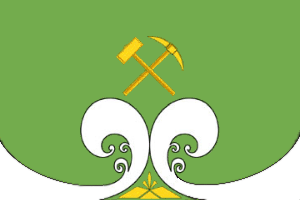
Verchněkamský rajón (3) Poměr stran: 2:3
Verchošižemský rajón (4) Poměr stran: 2:3
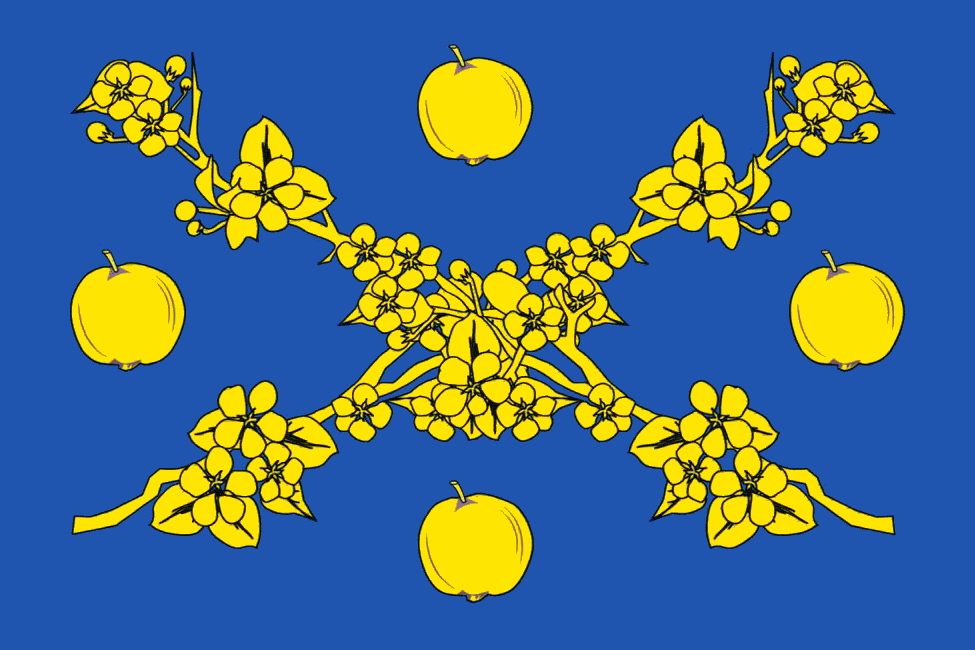
Vjatskopoljanský rajón (5) Poměr stran: 2:3
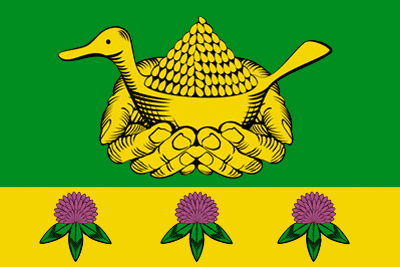
Darovský rajón (6) Poměr stran: 2:3
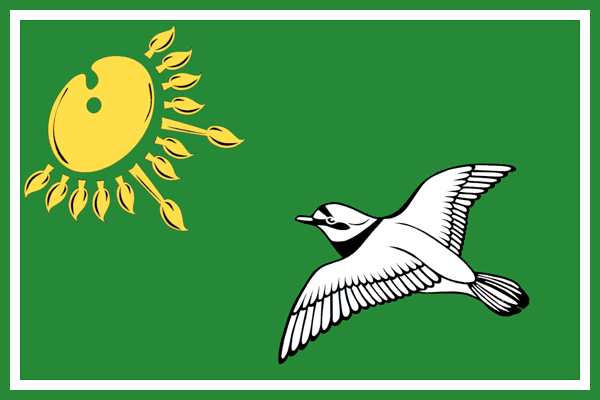
Zujevský rajón (7) Poměr stran: 2:3
Kilmezský rajón (8) Poměr stran: 2:3
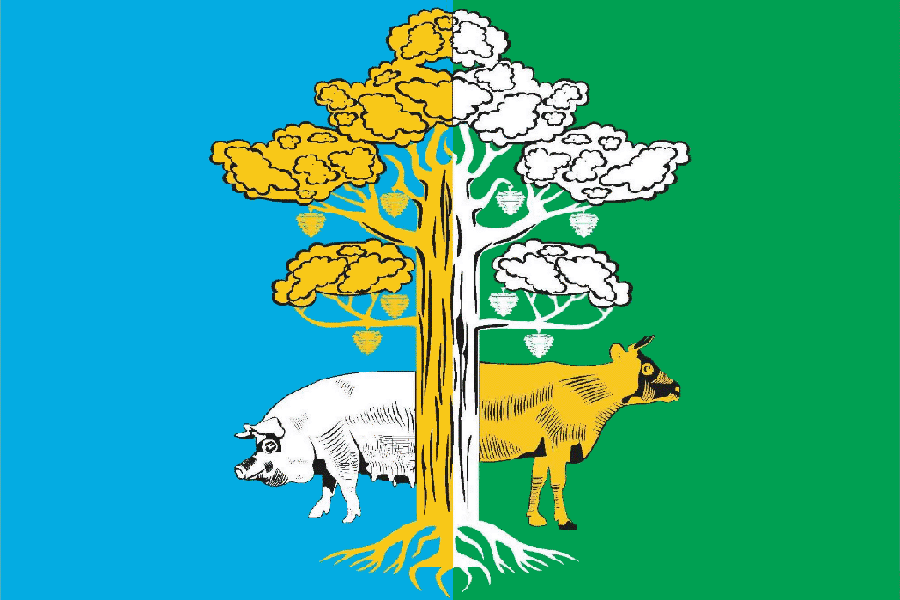
Kirovo-Čepecký rajón (9) Poměr stran: 2:3
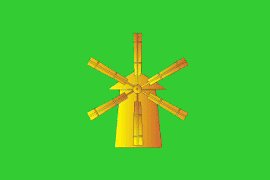
Kotelničský rajón (10) Poměr stran: 2:3
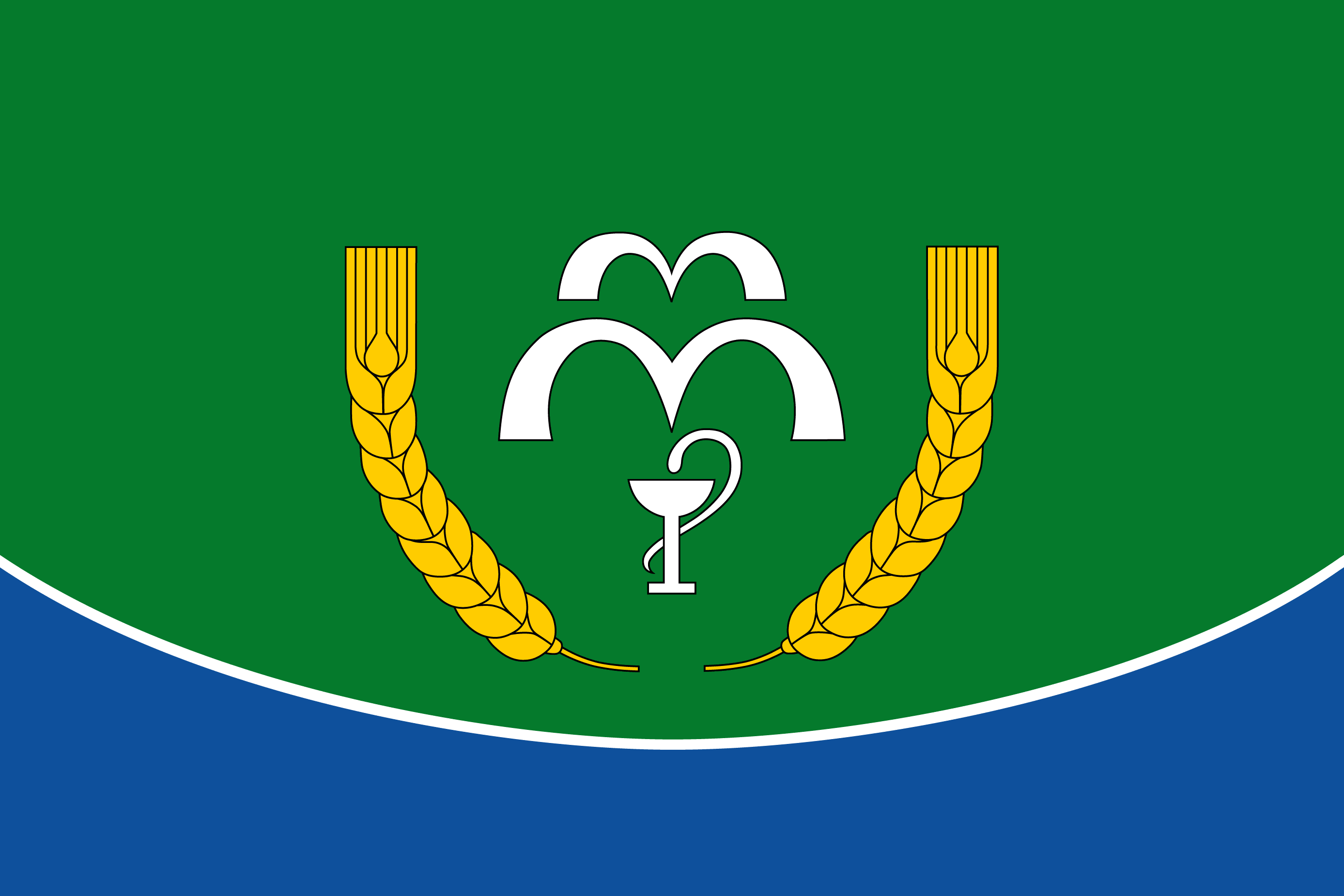
Kumjonský rajón (11) Poměr stran: 2:3
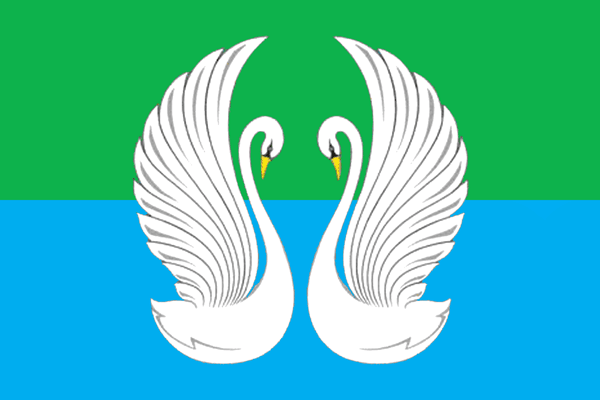
Lebjažský rajón (12) Poměr stran: 2:3
Luzský rajón (13) Poměr stran: 2:3
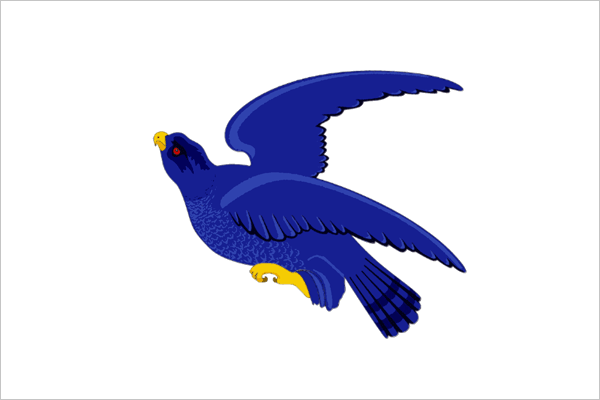
Malmyžský rajón (14) Poměr stran: 2:3
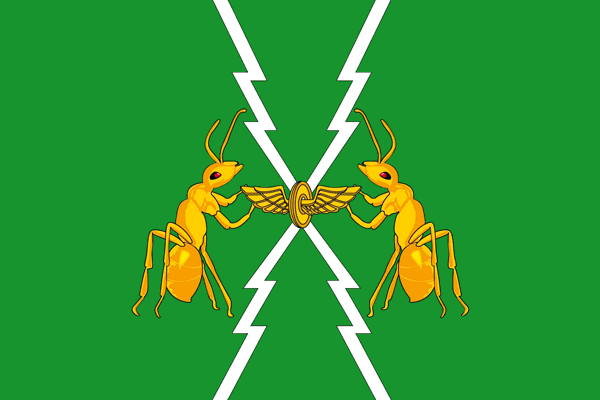
Murašinský rajón (15) Poměr stran: 2:3
Nagorský rajón (16) Poměr stran: 2:3
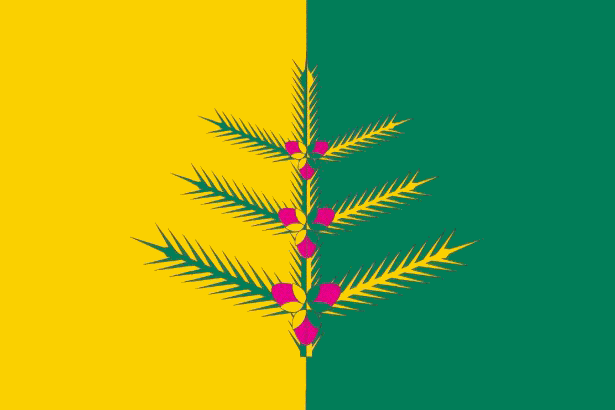
Němský rajón (17) Poměr stran: 2:3
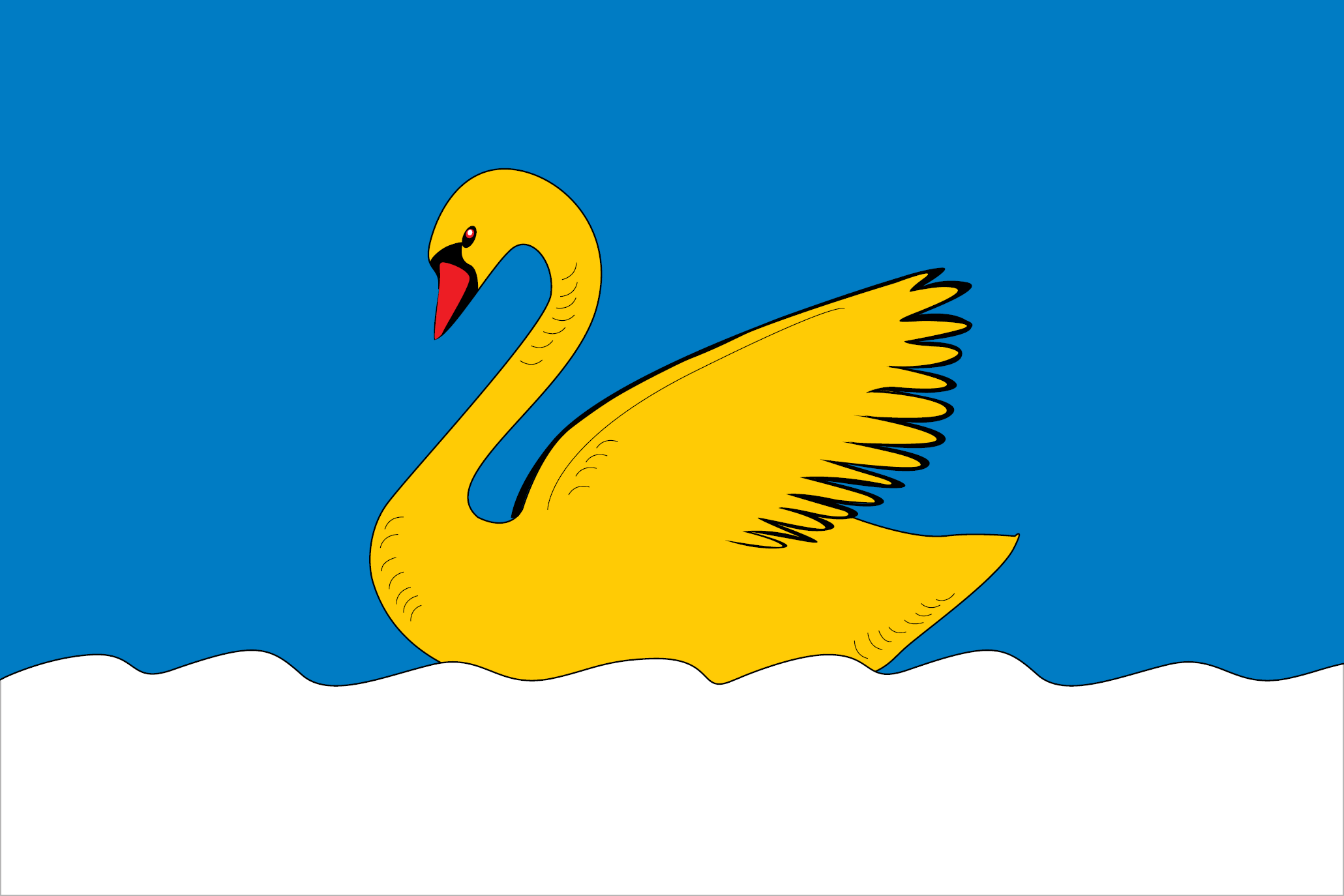
Nolinský rajón (18) Poměr stran: 2:3
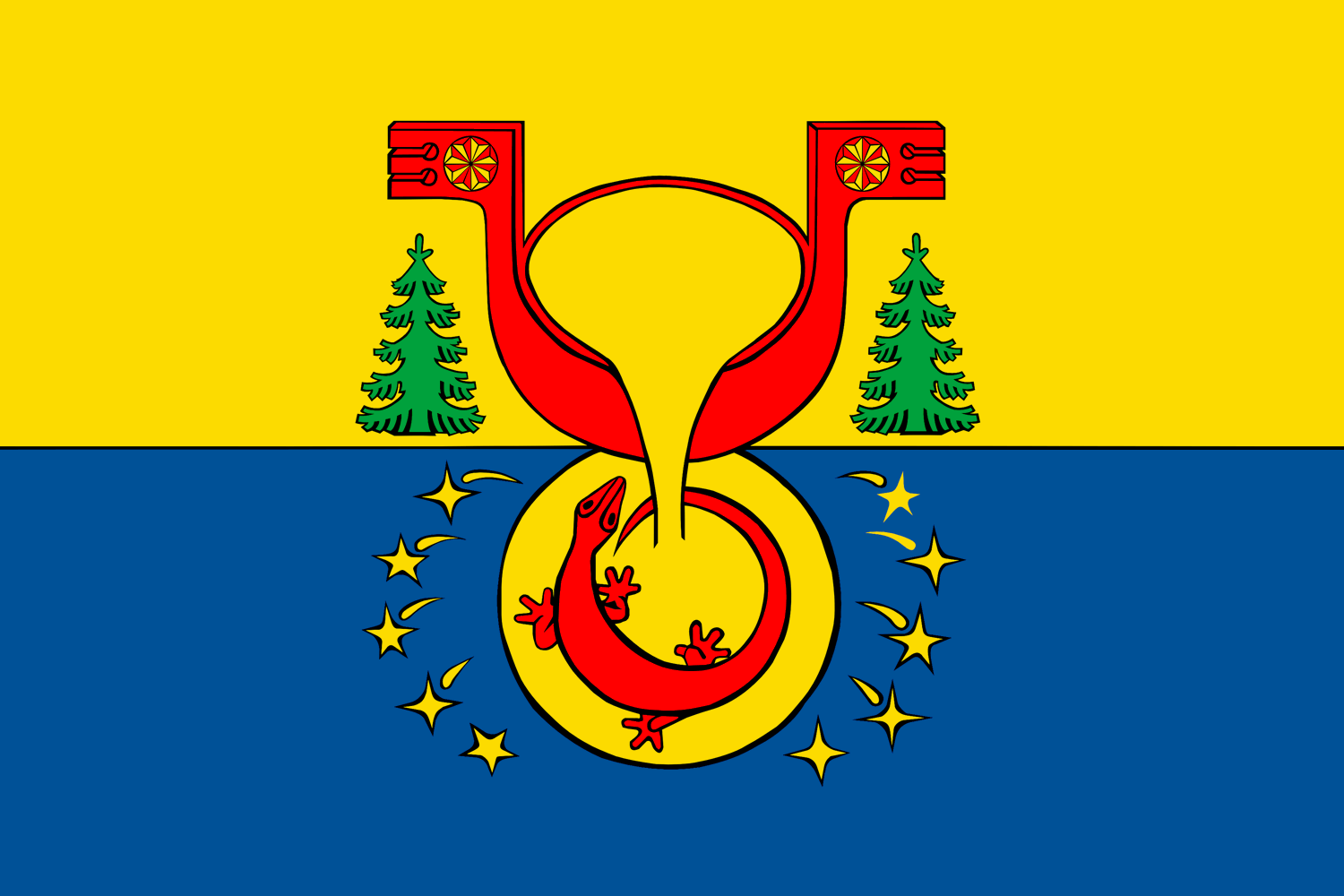
Omutninský rajón (19) Poměr stran: 2:3
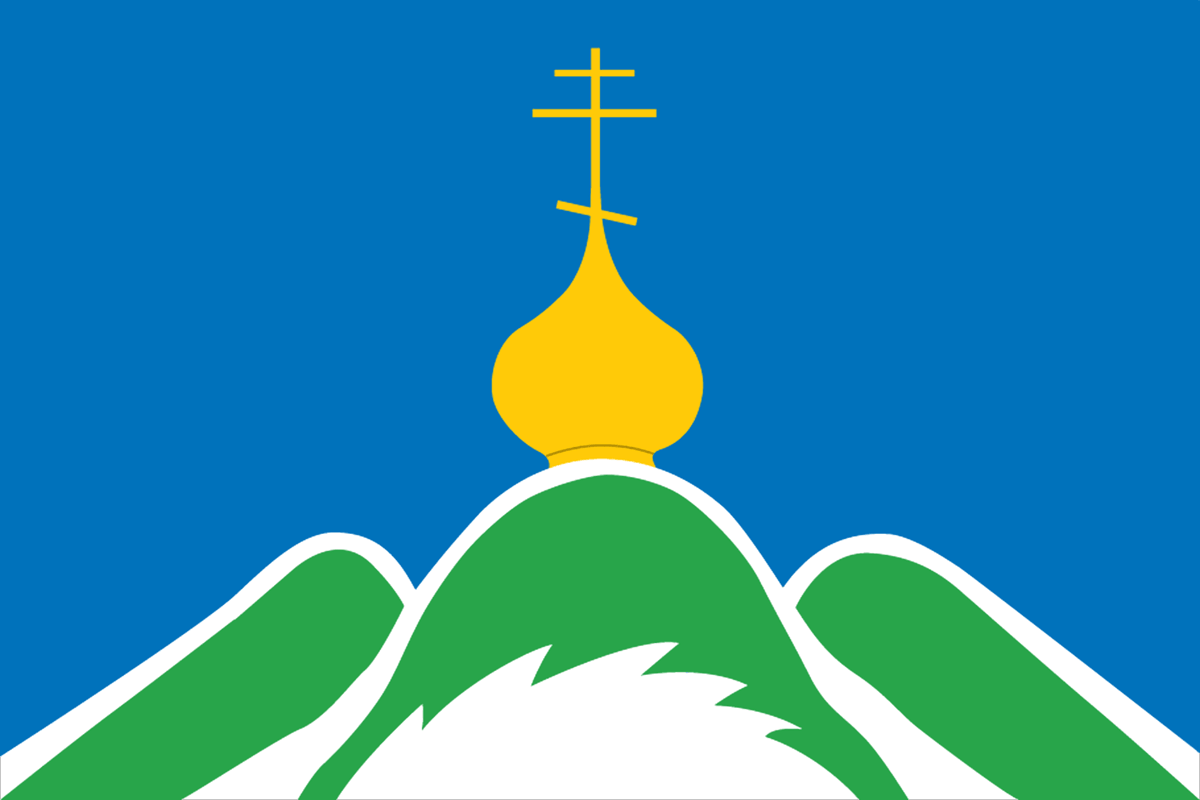
Oparinský rajón (20) Poměr stran: 2:3
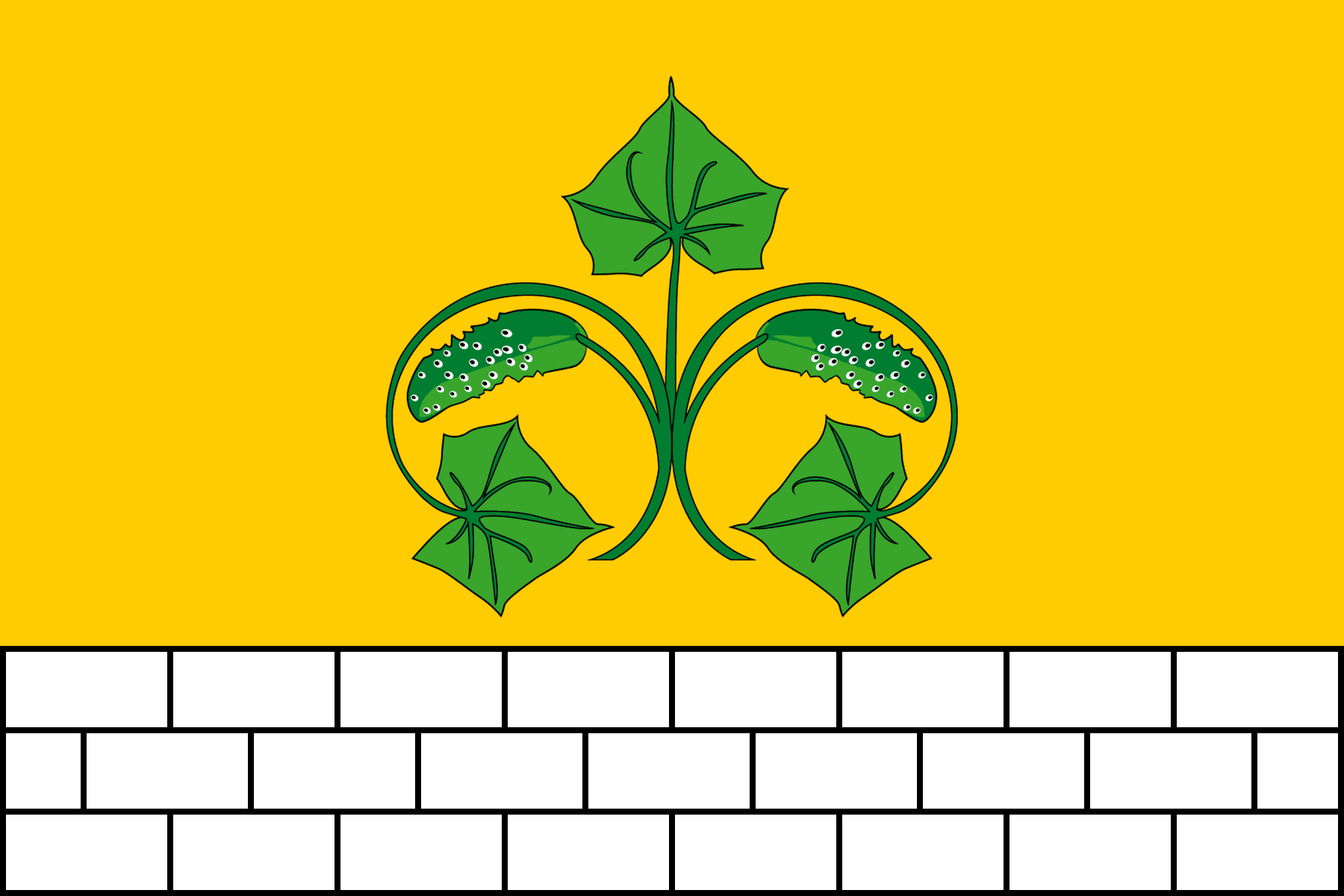
Oričevský rajón (21) Poměr stran: 2:3
Orlovský rajón (22) Poměr stran: 2:3
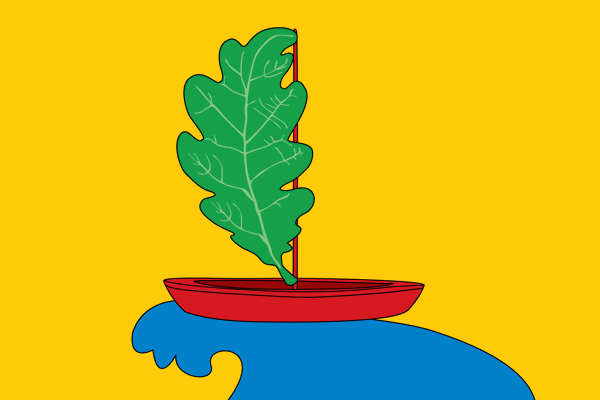
Pižanský rajón (23) Poměr stran: 2:3
Podosinovský rajón (24) Poměr stran: 2:3
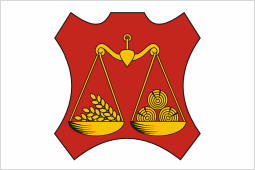
Slobodský rajón (25) Poměr stran: 2:3
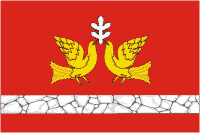
Sovětskij rajón (26) Poměr stran: 2:3
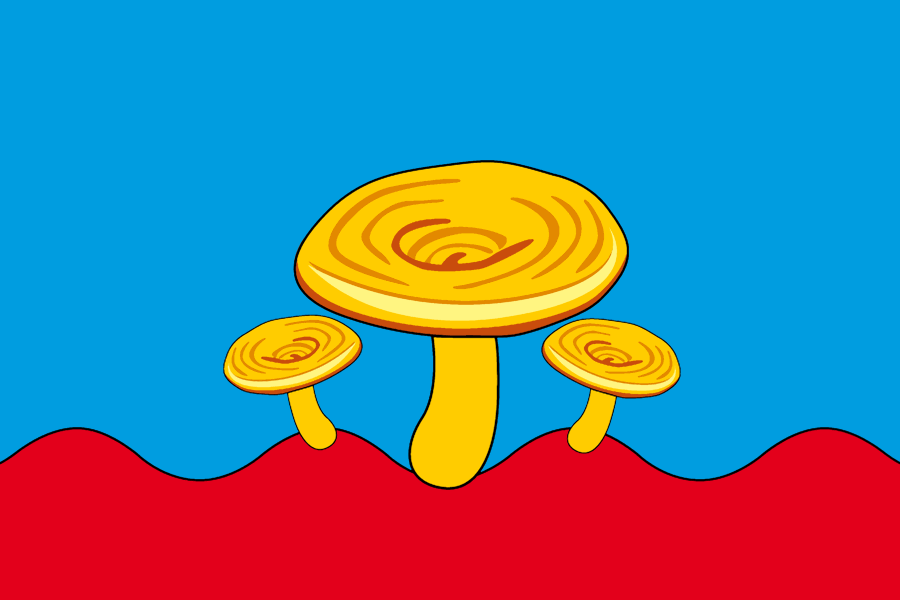
Sunský rajón (27) Poměr stran: 2:3
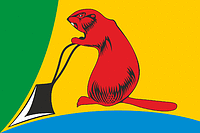
Tužinský rajón (28) Poměr stran: 2:3
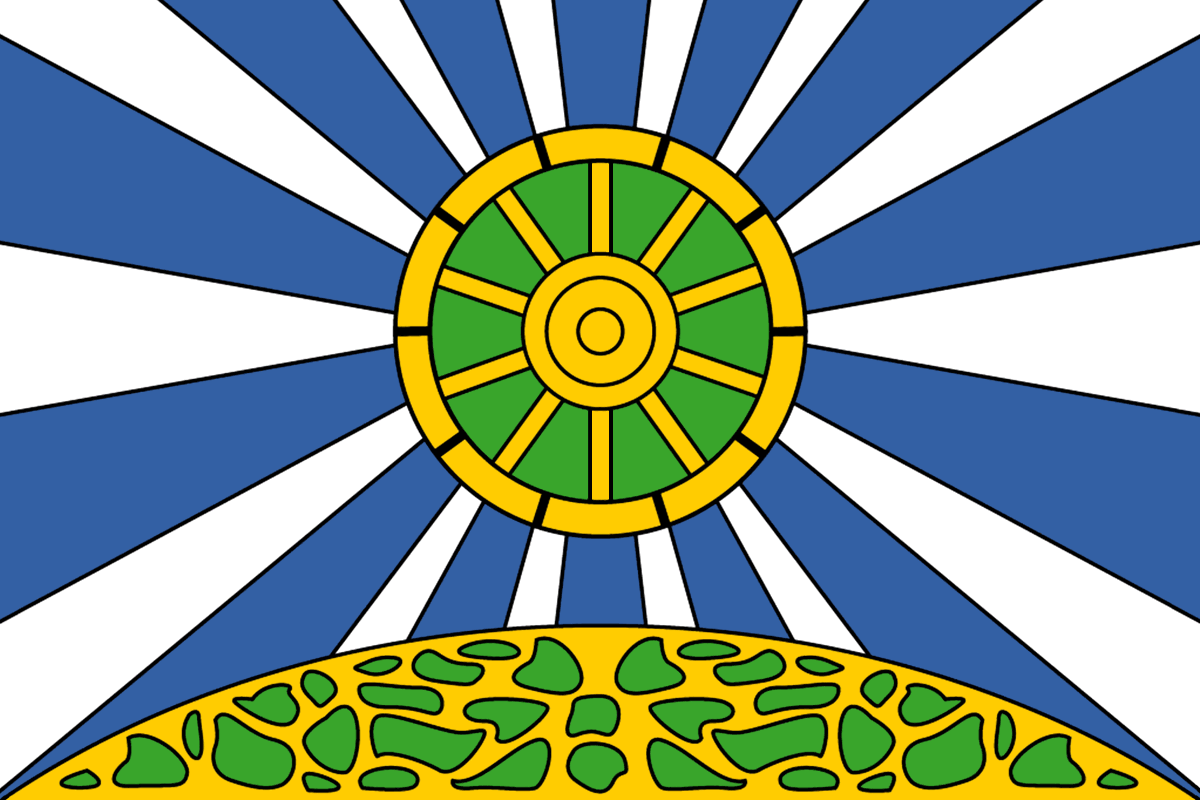
Uninský rajón (29) Poměr stran: 2:3
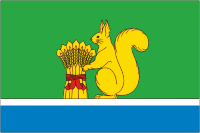
Uržumský rajón (30) Poměr stran: 2:3
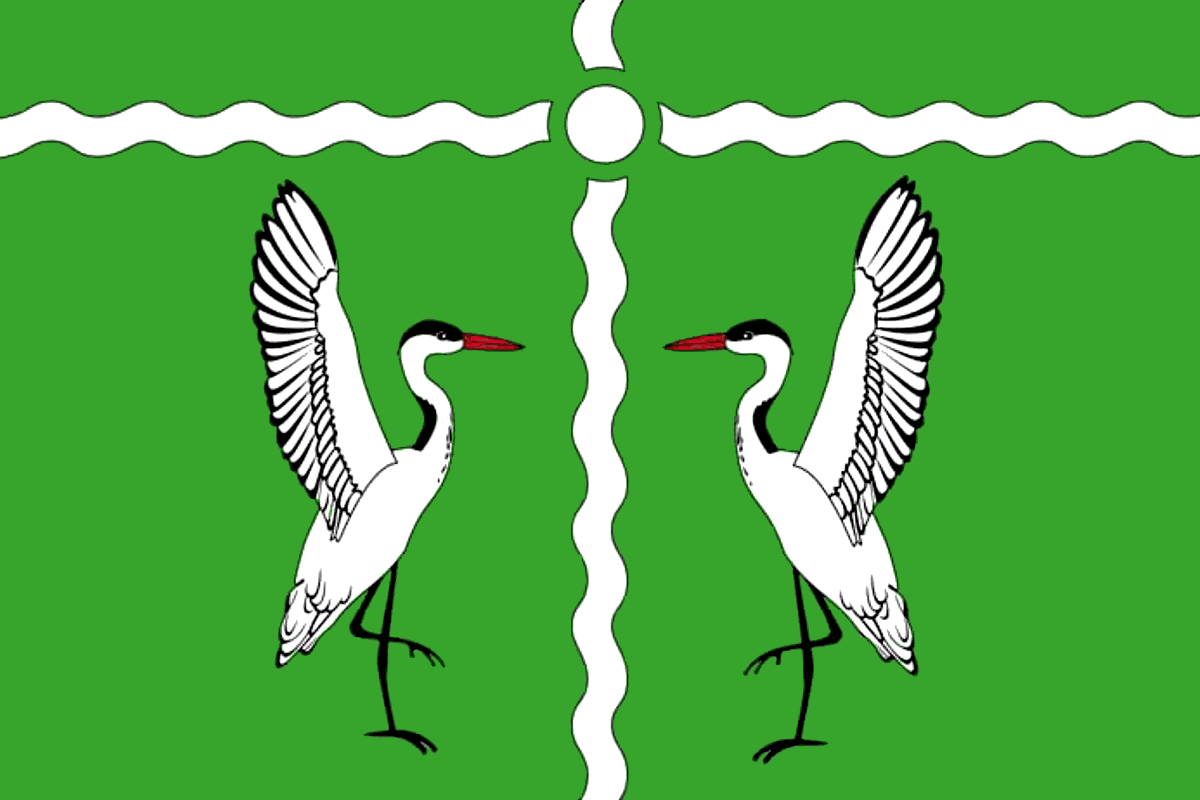
Šabalinský rajón (31) Poměr stran: 2:3
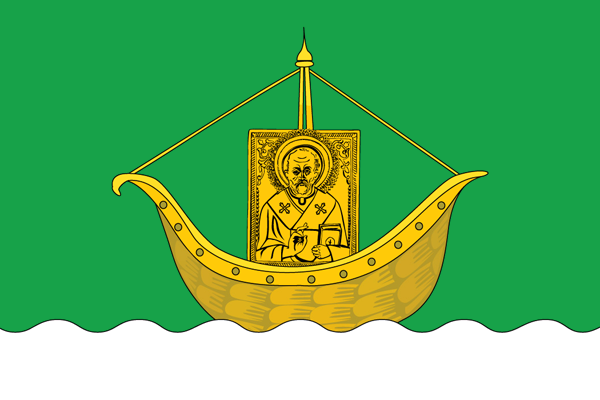
Jurjanský rajón (32) Poměr stran: 2:3
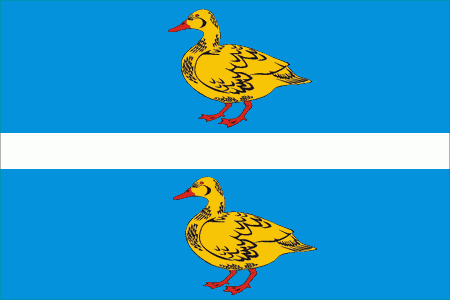
Jaranský rajón (33) Poměr stran: 2:3

Městské okruhy
- Vjatskije Poljany (34)
Poměr stran: 2:3
- Kirov (35)
Poměr stran: 2:3
- Kirovo-Čepeck (36)
Poměr stran: 2:3
- Kotělnič (37)
Poměr stran: 2:3
- Uzavřené město Pěrvomajskij (38)
Poměr stran: 2:3
- Slobodskoj (39)
Poměr stran: 2:3

Obecní okruhy
- Arbažský rajón (40)
Poměr stran: 2:3
- Bogorodský rajón (41)
Poměr stran: 2:3
- Kiknurský rajón (42)
Poměr stran: 2:3
- Sančurský rajón (43)
Poměr stran: 2:3
- Svečinský rajón (44)
Poměr stran: 2:3
- Faljonský rajón (45)
Poměr stran: 2:3